# 2014年頓內茨克人民共和國大選
2014年顿涅茨克人民共和国大选是頓內次克人民共和國的第一次民選總統和人民议会的選舉，於2014年11月2日舉行。

## 總統選舉
2014年顿涅茨克人民共和国總統選舉是頓內次克人民共和國的第一次民選總統的選舉，於2014年11月2日舉行。
頓內次克蘇維埃主席團主席亞歷山大·弗拉基米羅維奇·扎哈爾琴科靠著現任優勢以超過7成的得票率當選。

### 背景
由於2014年頓內次克人民共和國成為第一個脫離烏克蘭並加入新俄羅斯邦联的國家，頓內次克蘇維埃主席團主席扎哈爾琴科決定舉辦第一次總統選舉。頓內次克蘇維埃主席團主席將會在選舉結束兩天以後將所有權力一次性移交給新當選的總統。
無黨籍人士科夫曼和西沃科年科隨後也登記成為總統候選人。於是第一屆總統選舉呈現三足鼎立之勢。但實際上，由於三個候選人彼此之間的實力相差過於懸殊，選舉結果自始至終並無任何懸念。

### 候选人
候选人名單
- 亞歷山大·弗拉基米羅維奇·扎哈爾琴科，時任頓內次克人民共和國蘇維埃主席團主席；顿涅茨克共和国党团领袖。
- 亞歷山大·伊戈列維奇·科夫曼，独立人士
- 尤里·維克托羅維奇·西沃科年科，由自由顿巴斯提名

### 選舉結果
2014年11月2日舉行的顿涅茨克人民共和国總統選舉，整體投票率65.34%
| 候選人                             | 政黨           | 得票率 | 當選 |
| ---------------------------------- | -------------- | ------ | ---- |
| 亞歷山大·弗拉基米羅維奇·扎哈爾琴科 | 顿涅茨克共和国 | 78.93% |      |
| 亞歷山大·伊戈列耶維奇·科夫曼       | 獨立人士       | 11.45% |      |
| 尤里·維克托羅維奇·希沃科年科       | 獨立人士       | 9.62%  |      |

## 人民议会選舉
2014年顿涅茨克人民共和国人民议会選舉是頓內次克人民共和國的第一次民選的人民议会的選舉。
政党“顿涅茨克共和国”赢得议会多数席位。该黨议员安德烈·葉夫根尼耶維奇·普爾金當選議長。